# Ben Johnson (fotbalista)
Benjamin Anthony Johnson (* 24. ledna 2000 Londýn) je anglický profesionální fotbalista, který hraje na pozici pravého či levého obránce za anglický klub Ipswich Town FC.

## Klubová kariéra
Johnson se narodil ve Walthamu Forest, ve Velkém Londýně. Je synovcem bývalého obránce Manchesteru United a anglické reprezentace Paula Parkera a bratrancem bývalého obránce Tottenhamu Hotspur a anglického reprezentanta Ledleyho Kinga.
Johnson se připojil k akademii West Hamu United ve věku sedmi let. Svou první profesionální smlouvu podepsal v lednu 2018, a to ve věku 18 let.
Dne 27. února 2019 Johnson debutoval v Premier League, a to když se objevil v základní sestavě utkání proti mistrovskému Manchesteru City a odehrál 63 minut předtím, než byl vystřídán Pablem Zabaletou (prohra 1:0). Na další zápas v A-týmu si musel počkat až do 17. července 2020, kdy odehrál celých 90 minut utkání proti Watfordu.
Dne 27. prosince 2020 vstřelil Johnson svůj první gól za Hammers, a to v zápase proti Brightonu & Hove Albion, když v 60. minutě srovnával na 1:1 (zápas skončil nerozhodně 2:2).
V srpnu 2021 vyhrál Johnson cenu pro nejlepšího mladého hráče West Hamu v sezóně poté, co odehrál 20 zápasů (převážně z lavičky náhradníků) za první tým v sezóně 2020/21.
V evropských pohárech debutoval 30. září 2021, když odehrál celé utkání proti Rapidu Vídeň v základní skupině Evropské ligy UEFA.
V říjnu 2021 se, po zranění pravého obránce Vladimíra Coufala, dostal do základní sestavy utkání proti Evertonu. Díky svým výkonům dostával ve startovní jedenáctce přednost i v následujících zápasech, včetně zápasu proti Aston Ville, ve kterém se střelecky prosadil při výhře 4:1.

## Statistiky

### Klubové
K 31. říjnu 2021
| Klub            | Sezóna  | Liga           | Liga   | Liga | FA Cup | FA Cup | EFL Cup | EFL Cup | Evropské poháry | Evropské poháry | Celkem | Celkem |
| Klub            | Sezóna  | Liga           | Zápasy | Góly | Zápasy | Góly   | Zápasy  | Góly    | Zápasy          | Góly            | Zápasy | Góly   |
| --------------- | ------- | -------------- | ------ | ---- | ------ | ------ | ------- | ------- | --------------- | --------------- | ------ | ------ |
| West Ham United | 2018/19 | Premier League | 1      | 0    | 0      | 0      | 0       | 0       | —               | —               | 1      | 0      |
| West Ham United | 2019/20 | Premier League | 3      | 0    | 0      | 0      | 0       | 0       | —               | —               | 3      | 0      |
| West Ham United | 2020/21 | Premier League | 14     | 1    | 3      | 0      | 3       | 0       | —               | —               | 20     | 1      |
| West Ham United | 2021/22 | Premier League | 4      | 1    | 0      | 0      | 2       | 0       | 2               | 0               | 8      | 1      |
| Celkem          | Celkem  | Celkem         | 22     | 2    | 3      | 0      | 5       | 0       | 2               | 0               | 32     | 2      |

## Ocenění

### Individuální
- Mladý hráč roku West Hamu United: 2020/21[10]